# ビッグ・パン
ビッグ・パン（Big Pun、本名: クリストファー・リー・リオス、1971年11月10日 - 2000年2月7日）は、アメリカ合衆国のヒップホップMCである。ビッグ・パニッシャー（Big Punisher）の愛称でも親しまれた。
1990年代初頭からニューヨークのアンダーグラウンドシーンで頭角を現し、ファット・ジョーのセカンドアルバムにフィーチャーされ、以降ファット・ジョーの弟分的存在としても知られた。デビュー・アルバム『Capital Punishment』はRIAAからプラチナ認定されグラミー賞にもノミネートされるなど注目を集めたが、2000年に極度の肥満が原因の心臓麻痺により亡くなった。ピーク時の体重は698ポンド（317 kg）だったと報じられている。

## ディスコグラフィ
スタジオ・アルバム
- Capital Punishment (1998年)
- Yeeeah Baby (2000年)